# Testamento de Simón Bolívar
El testamento de su excelencia El Libertador de varios países Latinoamericanos El General Simón Bolívar es el documento mediante el cual el Libertador Simón Bolívar declaró su última voluntad antes de fallecer el 17 de diciembre de 1830. 

## Historia
Fue dictado en Santa Marta, Colombia, el 10 de diciembre, el mismo día en que dictó su última proclama y recibió los sacramentos por parte del Obispo de Santa Marta José María Estévez, y fue firmado por Bolívar y el escribano José Catalino Noguera al día siguiente. El original consta de 4 páginas manuscritas por ambas caras y estuvo archivado en una notaría de Santa Marta hasta que fue robado por desconocidos, quienes lo vendieron al gobierno venezolano. El dictador Marcos Pérez Jiménez lo restituyó a Colombia donde fue depositado en un banco por la Sociedad Bolivariana hasta que dicha institución lo donó al Museo Nacional de Colombia el 24 de junio de 1960.

## Estructura
El documento está constituido por catorce cláusulas en las que Bolívar declara u ordena elementos de diversa índole, incluyendo su creencia en Dios y la Iglesia Católica, sus bienes y su destino (las tierras y Minas de Aroa...y unas alhajas), que se paguen sus deudas y la donación de dos libros que fueron propiedad de Napoleón a la Universidad de Caracas. También ordena una remuneración para su mayordomo José Palacios, que se quemen algunos documentos, nombra sus albaceas, y divide lo que queda de sus bienes en tres partes: una para cada hermana María Antonia y Juana. La tercera para sus sobrinos: Juan, Felicia y Fernando Bolívar, para que lo "disfruten con la bendición de Dios".
Según Tomás Polanco Alcántara: 

La firma del documento es perfectamente clara. Podría decirse que cuidadosamente clara La rúbrica trata de ser la misma suya, aunque un poco vacilante. Mantiene la costumbre de separar la "B" de Bolívar de la "o" y las dos letras últimas "ar" de las cuatro anteriores. Firma con el nombre completo, con el mismo tipo de "S" en el nombre sin el acento en la "o".

## Cláusulas
1. Primeramente encomiendo mi Alma a Dios nuestro Señor que de la nada la crio, y el cuerpo a la tierra de que fue formado, dejando a disposición de mis Albaseas el funeral y entierro, y el pago de las mandas que sean necesarias para obras pías, y estén prevenidas por el gobierno.
2. Declaro: fui casado legalmente con la Sra. Teresa Toro, difunta, en cuyo matrimonio no tuvimos hijo alguno.
3. Declaro: que cuando contrajimos matrimonio, mi referida esposa, no introdujo a el ninguna dote, ni otros bienes, y yo introduje todo cuanto heredé de mis padres.
4. Declaro: que no poseo otros bienes más que las tierras y minas de Aroa, situadas en la Provincia de Carabobo, y unas alhajas que constan en el inventario que debe hallarse entre mis papeles, las cuales existen en poder del Sr. Juan de Francisco Martín vecino de Cartagena.
5. Declaro: que solamente soy deudor de cantidad de pesos a los señores Juan de Francisco Martín y Poules y Compañía, y prevengo a mis Albaseas que estén y pasen por las cuentas que dichos Señores presenten y las satisfagan de mis bienes.
6. Es mi voluntad: que la medalla que me presentó el Congreso de Bolivia a nombre de aquel pueblo, se le devuelva como se lo ofrecí, en prueba del verdadero afecto, que aún en mis últimos momentos conservo a aquella República.
7. Es mi voluntad: que las dos obras que me regalo mi amigo el Sr. Gral. Wilson, y que pertenecieron antes a la biblioteca de Napoleón tituladas "El Contrato Social" de Rousseau y "El Arte Militar" de Montecuculi, se entreguen a la Universidad de Caracas.
8. Es mi voluntad: que de mis bienes se le den a mi fiel mayordomo José Palacios la cantidad de ocho mil pesos, en remuneración a sus constantes servicios.
9. Ordeno: que los papeles que se hallan en poder del Sr. Pavageau, se quemen.
10. Es mi voluntad: que después de mi fallecimiento, mis restos sean depositados en la ciudad de Caracas, mi país natal.
11. Mando a mis Albaceas que la espada que me regaló el Gran Mariscal de Ayacucho, se devuelva a su viuda para que la conserve, como una prueba del amor que siempre he profesado al expresado Gran Mariscal.
12. Mando a mis Albaceas se den las gracias al Sr. Gral. Roberto Wilson por el buen comportamiento de su hijo el Coronel Belford Wilson, que tan fielmente me ha acompañado hasta los últimos momentos de mi vida.
13. Para cumplir y pagar este mi testamento y lo en el contenido, nombro por mis Albaceas textamentarios, fidei comisarios, tenedores de bienes a los Sres. Gral. Pedro Briceño Méndes, Juan de Francisco Martín, Dr. José Vargas, y el Gral. Laurencio Silva, para que de mancomún et insolidum entre en ellos, los beneficien y vendan en almoneda o fuera de ella, aunque sea pasado el año fatal de Albaceasgo pues yo les prorrogo el demás tiempo que necesiten, con libre franca, y general administración.
14. Y cumplido y pagado este mi textamento y lo en el contenido instituyo y nombro por mis únicos y universales herederos en el remanente de todos mis bienes, deudas, derechos y acciones, futuras sucesiones en el que haya sucedido y suceder pudiere, a mis hermanas María Antonia y Juana Bolívar y a los hijos de mi finado hermano Juan Vicente Bolívar, a saber, Juan, Felicia y Fernando Bolívar, con prevención de que mis bienes deberán dividirse en tres partes, las dos para mis dichas hermanas, y la otra parte para los referidos hijos de mi indicado hermano Juan Vicente, para que lo hayan, y disfruten con la bendición de Dios.